# Profecia de Hitler

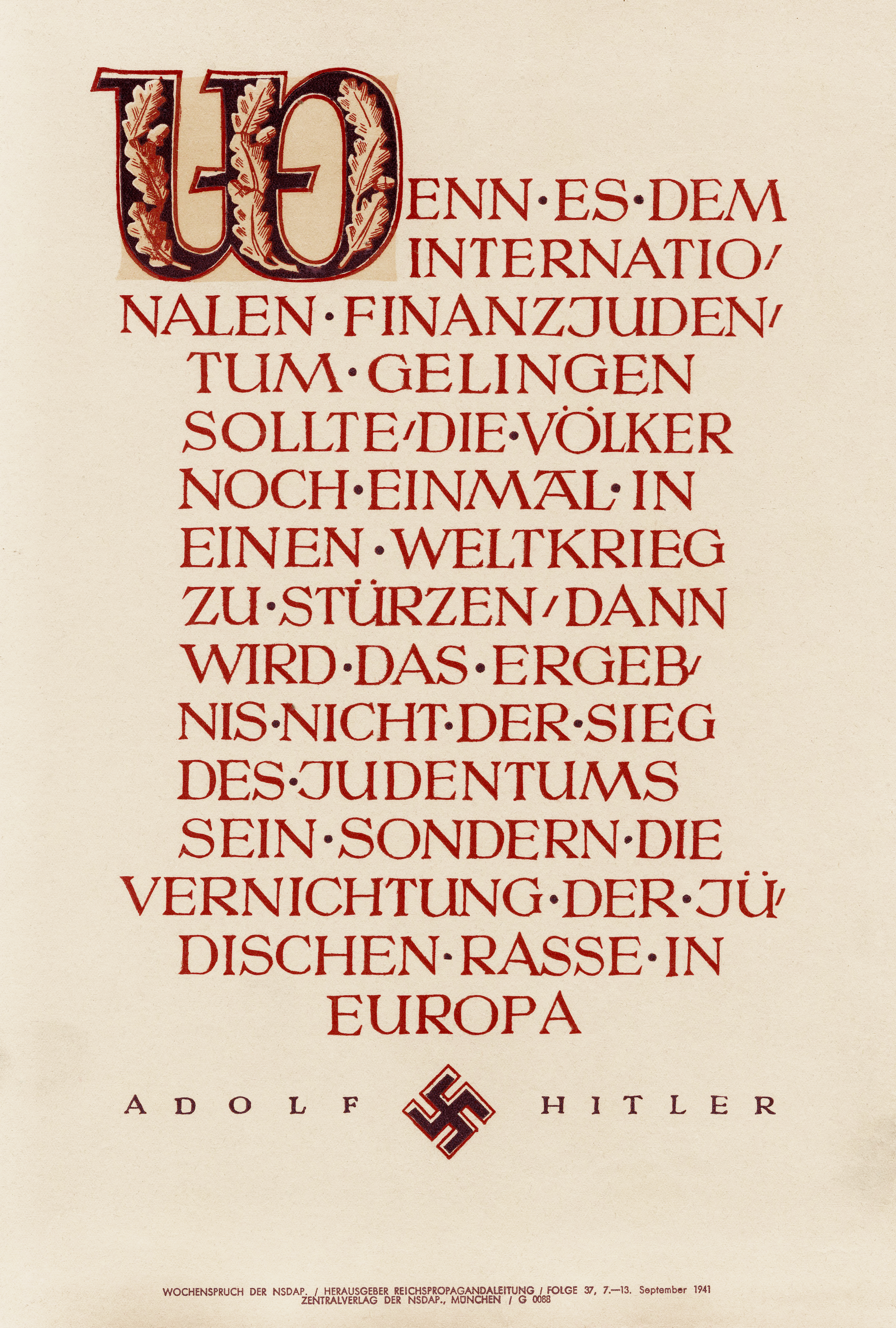
Wochenspruch der NSDAP, exibido de 7 a 13 de setembro de 1941, cita o discurso de Hitler de 30 de janeiro de 1939. (Omite "a bolchevização da terra e, portanto".)

Durante um discurso no Reichstag em 30 de janeiro de 1939, Adolf Hitler previu "a aniquilação da raça judaica na Europa":
Se as finanças internacionais judaicas dentro e fora da Europa conseguirem mergulhar as nações mais uma vez em uma guerra mundial, o resultado não será a bolchevização da terra e, portanto, a vitória dos judeus, mas a aniquilação da raça judaica na Europa.
Essas palavras foram semelhantes aos comentários que Hitler havia feito anteriormente a políticos estrangeiros em reuniões privadas após o pogrom da Noite dos Cristais em novembro de 1938. O discurso foi feito no contexto das tentativas nazistas de aumentar a emigração judaica da Alemanha, antes da eclosão da Segunda Guerra Mundial em setembro de 1939.
Alusões à profecia de Hitler por líderes nazistas e na propaganda nazista eram comuns a partir de 30 de janeiro de 1941, quando Hitler a mencionou novamente em um discurso. A profecia ganhou um novo significado com a invasão da União Soviética em junho de 1941 e a declaração de guerra contra os Estados Unidos em dezembro, ambas as quais facilitaram uma aceleração do sistemático assassinato em massa de judeus. No final de 1941, o propagandista nazista Joseph Goebbels afirmou que a profecia estava sendo cumprida enquanto justificava a deportação em massa de judeus da Alemanha. Em 30 de setembro de 1942, Hitler fez referência à profecia em outro discurso, que foi adaptado para uma edição de novembro da Parole der Woche intitulada They Will Stop Laughing!!! (lit. "Eles vão parar de rir!!!") Hitler continuou a invocar a profecia quando a guerra foi contra a Alemanha e fez referência a ela em sua última vontade e testamento. Frequentemente usada por líderes nazistas ao aludir ao assassinato sistemático de judeus, a profecia tornou-se um leitmotiv da solução final e talvez seja a frase mais conhecida dos discursos de Hitler.
O significado histórico da profecia é debatido entre as escolas de funcionalismo e intencionalismo: os intencionalistas veem isso como uma prova do plano mestre desenvolvido anteriormente por Hitler para sistematicamente assassinar os judeus europeus, enquanto os funcionalistas argumentam que "aniquilação" não foi concebido ou entendido como significando assassinato em massa, pelo menos inicialmente. A profecia é citada por historiadores como um exemplo da crença nazista em uma conspiração judaica internacional que supostamente iniciou a guerra. Apesar de sua imprecisão — a profecia não explica como a "aniquilação" acontecerá — também é citado como evidência de que os alemães estavam cientes que os judeus estavam sendo exterminados.

### Livros
- Aronson, Shlomo (2004). Hitler, the Allies, and the Jews (em inglês). [S.l.]: Cambridge University Press. ISBN 978-0-511-51183-7
- Bartrop, Paul R. (2012). A Biographical Encyclopedia of Contemporary Genocide: Portraits of Evil and Good (em inglês). [S.l.]: ABC-CLIO. ISBN 978-0-313-38679-4
- Bauer, Yehuda (1994). Jews for Sale?: Nazi-Jewish Negotiations, 1933–1945 (em inglês). [S.l.]: Yale University Press. ISBN 978-0-300-06852-8
- Beevor, Antony (2012). The Second World War (em inglês). [S.l.]: Little, Brown. ISBN 978-0-316-08407-9
- Browning, Christopher R. (2007). The Origins of the Final Solution: The Evolution of Nazi Jewish Policy, September 1939 – March 1942. [S.l.]: University of Nebraska Press. ISBN 978-0-8032-0392-1
- Confino, Alon (2014). A World without Jews: The Nazi Imagination from Persecution to Genocide (em inglês). [S.l.]: Yale University Press. ISBN 978-0-300-19046-5
- Evans, Richard J. (2006). The Third Reich in Power (em inglês). [S.l.]: Penguin. ISBN 978-1-4406-4930-1
- Evans, Richard J. (2015). The Third Reich in History and Memory (em inglês). [S.l.]: Oxford University Press. ISBN 978-0-19-022841-5
- Garbarini, Alexandra; Kerenji, Emil; Lambertz, Jan; Patt, Avinoam (2011). Jewish Responses to Persecution: 1938–1940 (em inglês). II. [S.l.]: Rowman & Littlefield. ISBN 978-0-7591-2039-6
- Gellately, Robert (2002). Backing Hitler: Consent and Coercion in Nazi Germany (em inglês). [S.l.]: Oxford University Press. ISBN 978-0-19-160452-2
- Goldhagen, Daniel Jonah (1996). Hitler's Willing Executioners: Ordinary Germans and the Holocaust (em inglês). [S.l.]: Alfred A. Knopf. ISBN 978-0-679-44695-8
- Gordon, Gregory S. (2017). Atrocity Speech Law: Foundation, Fragmentation, Fruition (em inglês). [S.l.]: Oxford University Press. ISBN 978-0-19-061270-2
- Gordon, Sarah Ann (1984). Hitler, Germans, and the "Jewish Question" (em inglês). [S.l.]: Princeton University Press. ISBN 978-0-691-10162-0. (pede registo (ajuda))
- Herf, Jeffrey (2006). The Jewish Enemy: Nazi Propaganda during the World War II and the Holocaust. [S.l.]: Harvard University Press. ISBN 978-0-674038-59-2
- Jäckel, Eberhard (1981). Hitler's World View: A Blueprint for Power (em inglês). [S.l.]: Harvard University Press. ISBN 978-0-674-40425-0. (pede registo (ajuda))
- Kershaw, Ian (2001). Hitler: 1936–1945 Nemesis (em inglês). [S.l.]: Penguin Books. ISBN 978-0-14-192581-3
- Kershaw, Ian (2008). Hitler, the Germans, and the Final Solution (em inglês). [S.l.]: Yale University Press. ISBN 978-0-300-14823-7
- Koonz, Claudia (2003). The Nazi Conscience (em inglês). [S.l.]: Harvard University Press. ISBN 978-0-674-01172-4
- Longerich, Peter (2009). "Davon haben wir nichts gewusst!": Die Deutschen und die Judenverfolgung 1933–1945 ["We didn't know about that!": The Germans and the persecution of the Jews 1933–1945] (em alemão). [S.l.]: Siedler Verlag. ISBN 978-3-641-02398-0
- Longerich, Peter (2011). Heinrich Himmler: A Life (em inglês). [S.l.]: Oxford University Press. ISBN 978-0-19-161989-2. (pede registo (ajuda))
- Longerich, Peter (2019). Hitler: A Biography (em inglês). [S.l.]: Oxford University Press. ISBN 978-0-19-005673-5
- Niven, Bill (2018). Hitler and Film: The Führer's Hidden Passion (em inglês). [S.l.]: Yale University Press. ISBN 978-0-300-23539-5
- Roseman, Mark (2003). The Wannsee Conference and the Final Solution: A Reconsideration (em inglês). [S.l.]: Macmillan. ISBN 978-0-312-42234-9
- Somerville, Keith (2012). Radio Propaganda and the Broadcasting of Hatred: Historical Development and Definitions (em inglês). [S.l.]: Springer. ISBN 978-1-137-28415-0
- Stargardt, Nicholas (2015). The German War: A Nation under Arms, 1939–45 (em inglês). [S.l.]: Random House. ISBN 978-1-4735-2373-9
- Thacker, Toby (2010) [2009]. Joseph Goebbels: Life and Death. [S.l.]: Palgrave Macmillan. ISBN 978-0-230-27866-0
- Winkler, Heinrich August (2007). Germany: The Long Road West: Volume 2: 1933–1990 (em inglês). [S.l.]: Oxford University Press. ISBN 978-0-19-150061-9
- Wistrich, Robert S. (2001). Hitler and the Holocaust (em inglês). [S.l.]: Random House Publishing Group. ISBN 978-1-58836-097-7
- Wistrich, Robert S. (2010). A Lethal Obsession: Anti-Semitism from Antiquity to the Global Jihad (em inglês). [S.l.]: Random House Publishing Group. ISBN 978-1-58836-899-7. (pede registo (ajuda))

#### Capítulos de livros
- Bankier, David (2009) [2003]. «Signaling the Final Solution to the German People». In:  Bankier, David; Gutman, Israel. Nazi Europe and the Final Solution (em inglês). [S.l.]: Berghahn Books. pp. 15–39. ISBN 978-1-84545-410-4
- Bergen, Doris L. (2010). «Antisemitism in the Nazi Era». In:  Lindemann, Albert S.; Levy, Richard S. Antisemitism: A History (em inglês). [S.l.]: Oxford University Press. ISBN 978-0-19-150110-4
- Domeier, Norman (2019). «A Scream, Then Silence. Kristallnacht and the American Journalists in Nazi Germany». In:  Gruner, Wolf; Ross, Steven Joseph. New Perspectives on Kristallnacht (em inglês). [S.l.]: Purdue University Press. pp. 91–114. ISBN 978-1-61249-616-0
- Hitler, Adolf (2008). «Speech to the Old Guard in Munich: 8 November 1941». In:  Bytwerk, Randall L. Landmark Speeches of National Socialism. [S.l.]: Texas A&M University Press. ISBN 978-1-60344-015-8
- Hornshøj-Møller, Stig (1999). «Hitler and the Nazi decision-making process to commit the Holocaust: a new proposal». In:  Charny, Israel W. Encyclopedia of Genocide: A-H. [S.l.]: ABC-CLIO. pp. 313–315. ISBN 978-0-87436-928-1
- Jersak, Tobias (2008) [2004]. «Decisions to Murder and to Lie: German War Society and the Holocaust». In:  Blank, Ralf. German Wartime Society 1939–1945: Politicization, Disintegration, and the Struggle for Survival. Col: Germany and the Second World War (em inglês). IX/I. [S.l.]: Clarendon Press. pp. 287–370. ISBN 978-0-19-160860-5
- Musolff, Andreas (2013). «The Reception of antisemitic imagery in Nazi Germany and popular opinion – lessons for today». In:  Wodak, Ruth; Richardson, John E. Analysing Fascist Discourse: European Fascism in Talk and Text (em inglês). [S.l.]: Routledge. ISBN 978-0-415-89919-2
- Weinberg, Gerhard (2005). «Hitler's "Prophecy" (January 30, 1939)». In:  Levy, Richard S. Antisemitism: A Historical Encyclopedia of Prejudice and Persecution (em inglês). [S.l.]: ABC-CLIO. pp. 306–307. ISBN 978-1-85109-439-4

### Artigos de jornal
- Bytwerk, Randall L. (2005). «The Argument for Genocide in Nazi Propaganda». Quarterly Journal of Speech. 91 (1): 37–62. doi:10.1080/00335630500157516
- Gerlach, Christian (1998). «The Wannsee Conference, the Fate of German Jews, and Hitler's Decision in Principle to Exterminate All European Jews» (PDF). The Journal of Modern History. 70 (4): 759–812. doi:10.1086/235167
- Herf, Jeffrey (2005). «The "Jewish War": Goebbels and the Antisemitic Campaigns of the Nazi Propaganda Ministry». Holocaust and Genocide Studies. 19 (1): 51–80. doi:10.1093/hgs/dci003
- Jersak, Tobias (2000). «Revisited: a new look at Nazi war and extermination planning». The Historical Journal. 43 (2): 565–582. doi:10.1017/S0018246X99001004
- Kley, Stefan (2000). «Intention, Verkündung, Implementierung: Hitlers Reichstagsrede vom 30. Januar 1939» [Intention, announcement, implementation: Hitler's Reichstag speech of 30 January 1939]. Zeitschrift für die Geschichtswissenschaft (em alemão). 48 (3): 197–213. ISSN 0044-2828. OCLC 224453284
- Maravilla, Christopher Scott (2008). «Hate Speech as a War Crime: Public and Direct Incitement to Genocide in International Law». Tulane Journal of International and Comparative Law. 17: 113–144. (pede subscrição (ajuda))
- Mommsen, Hans (1997). «Hitler's Reichstag Speech of 30 January 1939». History and Memory. 9 (1/2): 147–161. ISSN 0935-560X. JSTOR 25681003. doi:10.2979/HIS.1997.9.1-2.147
- Reynolds, David (2016). «The Origins of the Two 'World Wars': Historical Discourse and International Politics». Journal of Contemporary History. 38 (1): 29–44. doi:10.1177/0022009403038001962